# Caterina Bosetti
Caterina Bosetti, född 2 februari 1994 i Busto Arsizio i Italien, är en volleybollspelare (spiker).
Bosetti kommer från en volleybollfamilj. Hennes mor, Franca Bardelli gjorde 93 landskamper, medan hennes far Giuseppe Bosetti var volleybolltränare och förbundskapten för landslaget. Caterina har två systrar, Lucia och Chiara, som också är volleybollspelare på elitnivå.
Caterina Bosettis karriär började 2007 i Amatori Orago ungdomsakademi. I november 2009 började hon spela med Gruppo Sportivo Oratorio Pallavolo Femminile Villa Cortese, som nyss gått upp i Serie A1 och hon debuterade i högstaserien 15 år gammal. Med laget vann hon också italienska cupen två gånger. För säsongen 2013-2014 flyttade hon till Brasilien för spel med Osasco Voleibol Clube. Med dem vann hon brasilianska cupen. Under 2014-2015 spelade hon med Galatasaray SK i Voleybol 1. Ligi (näst högsta serien). Han återvände till Italien säsongen 2015-16 för spel med AGIL Volley, i Serie A1. För mästerskapet 2016-17 flyttade han till River Volley i Piacenza, medan han under 2018-19 anslöt sig till Volleyball Casalmaggiore. Säsongen 2020-21 återvänder han till AGIL Volley.
Bosetti spelade med det italienska U-18-landslaget från 2008 till 2011. Med dem vann hon guld vid U19-EM 2010 (där hon prisades som bästa spelare) och silver vid U18-EM 2011. Från 2011 till 2013 var hon en del av U20-landslaget. Vid U20-VM 2011 tog de guld och Bosetti utsågs till mest värdefulla spelare. Hon debuterade i seniorlandslag 2011.